# Die Freie Welt
Die Freie Welt (freiewelt.net) ist ein zum Jahreswechsel 2008/2009 in Betrieb genommener Autoren-Gemeinschaftblog. Er ist in Form einer Nachrichtenseite gestaltet. Das Medium ist Teil des Vereinsnetzwerks Zivile Koalition der AfD-Politiker Beatrix und Sven von Storch. Zuvor war das Institut für Strategische Studien Berlin (ISSB), einer der Vereine aus dem Netzwerk, Träger der Seite, dessen Direktor Sven von Storch ist. Entsprechend dem Engagement von Beatrix von Storch seit Gründung der AfD ist auch die Ausrichtung der Freien Welt geartet.

## Profil und Rezeption
Das Medium, das von den Betreibern als „Internet- & Blogzeitung für die Zivilgesellschaft“ bezeichnet wird, gehört zu einem Initiativen- und Kampagnennetzwerk, das sich nach Einschätzung von Désirée Linde im Handelsblatt durch den gemeinsamen Grundkonsens des „Dagegen!“ positioniert. Die Hauptakteure sind neben dem Ehepaar Beatrix und Sven von Storch, Hedwig von Beverfoerde, Klaus Peter Krause, Patrick Freiherr von Stauffenberg sowie bis zu seinem Tod Karl Feldmeyer. Ihr Vereinsnetzwerk, die Zivile Koalition, umfasst unter anderem das Institut für Strategische Studien (ISSB), die Allianz für den Rechtsstaat und die Initiative Familienschutz. Als Internetmedium, das die Sache der AfD unterstützt, wird die Website in einer Reihe mit den Websites Junge Freiheit, Politically Incorrect und blu-News genannt.
Inhaltlich wirbt freiewelt.net wie andere Organe des Netzwerkes für wirtschaftsliberale, christlich-konservative und rechtspopulistische Positionen. Themenschwerpunkte sind Lebensrechtsbewegung, Klimawandelleugnung, Maskulinismus, Ehe, Familie, die Ablehnung der „Gender-Ideologie“, des Gender-Mainstreaming sowie der gleichgeschlechtlichen Ehe. Titel waren bisher beispielsweise „Rassismus – das neue Kampfmittel der Kulturmarxisten“, „Deutschland ist Spitzenreiter im Gutmenschentum“ oder „Die Herrschaft der Unfähigen – Ein Parteiensystem am Ende“. Die Kampagnen Keine deutschen Ersparnisse für EU-Pleitebanken und Frau Merkel, treten Sie zurück wurden von freiewelt.net unterstützt. Nach Analyse des Handelsblatts sind es „eins zu eins die Positionen der AfD, die sich dort gehäuft wiederfinden“, gegensätzliche Sichtweisen gebe es nicht.  Rezeption und gesellschaftliche Wirkung der Internetseite sind eng mit denen ihrer Betreiberin Beatrix von Storch verbunden.
Interviewpartner des Portals waren u. a. Gloria von Thurn und Taxis, Norbert Bolz und Steve Bannon.

## Redaktionsbeirat
Der Redaktionsbeirat bestand bis zum Tod von Karl Feldmeyer am 18. Dezember 2016 aus diesem und seinem Journalistenkollegen Klaus Peter Krause. Beide sind ehemalige Redakteure der Frankfurter Allgemeinen Zeitung und ebenso seit Jahren vielfach mit der Wochenzeitung Junge Freiheit wie auch mit den Vereinen des Ehepaars von Storch verbunden. Klaus Peter Krause ist zudem Autor des Monatsmagazins eigentümlich frei.

## Autoren
Die Freie Welt ist als Sammelblog aufgebaut. Jeder der Autoren hat einen eigenen Blog, weshalb sie auch von der Freien Welt als Blogger bezeichnet werden. Einige der Autoren sind auch Autoren der Achse des Guten bzw. von eigentümlich frei. Bekannte Freie-Welt-Blogger sind und waren:
- Konrad Adam
- Hartmut Bachmann
- Paul Badde
- Otto Bernhardt
- Norbert Berthold
- Monika Brudlewsky
- Alexander Dilger
- Günter Ederer
- Karl Feldmeyer †
- Jan Fleischhauer
- Rolf Froböse
- Carlos A. Gebauer
- Christoph Giesa
- Johannes Hampel †
- Matthias Heitmann
- Hans-Olaf Henkel
- Arne Hoffmann
- Karin Jäckel
- Birgit Kelle
- Klaus Kelle
- Alexander Kissler
- Michael Klonovsky
- Ewald König
- Adorján Ferenc Kovács
- Walter Krämer
- Klaus Peter Krause
- Wolfgang Krieger
- Gabriele Kuby
- Eckhard Kuhla
- Steven Eugene Kuhn
- Ansgar Lange
- Bernhard Lassahn
- Vera Lengsfeld
- Jürgen Liminski †
- Alexandra Maria Linder
- Martin Lohmann
- Andreas Lombard
- Christa Meves
- Wolfgang Ockenfels
- Christian Ortner
- Joseph von Radowitz
- Dennis Riehle (bis ca. 2014)
- Wolfgang Röhl
- Wolf Schäfer
- Rolf Schieder
- Hans-Joachim Selenz
- Beatrix von Storch
- Sven von Storch
- Alexander Ulfig
- Andreas Unterberger
- Roland Vaubel
- Albert Wunsch